# 永楽県 (凌海市)
永楽県（えいらく-けん）は中華人民共和国遼寧省にかつて存在した県。現在の凌海市東部に相当する。
南北朝時代、北魏により設置され、隋初開皇初年に廃止された。
遼代から元代にかけて同地区に永楽県が設置されたが、別の行政区画である。